# 通用語
通用语（lingua franca），亦稱通行語、法通语，主要用于使用不同的语言的人之间进行交际的媒介，它是由于各种原因不同语言背景的人进行交际的一种共通語言。有时通用语也指一种完全固定下来的正式语言，因此以前人们认为，法语是歐洲外交通用语。通常一种语言，會因為在国际商务中被廣泛应用，而成为通用语。到了1920年代以後至今，由于大英帝国过去的領土遍及全球各地和美利堅合眾國主导大量国际组织以及世界民用航空的发展，英語便逐漸地取代了法語的國際通用语言的地位。

## 特征
通用语指母语不同的人之间用于交流的任何语言。通用语可以指混合语例如皮钦语和克里奥尔语，也可以是一个国家（通常是殖民强权）的民族语言，但在殖民地或前殖民地的不同语言社区之间作为第二语言来用于交流。通用语是一个表示功能的词汇，与一种语言的历史或结构无关。
通用语通常是已经存在并拥有母语使用者的语言，但它们也可以指在一个特定地区或环境里发展出来的皮钦语或克里奥尔语。皮钦语是两种或多种语言迅速混合起来的简化语言，而克里奥尔语通常被认为是皮钦语经过许多代的适应和演变而形成的复杂语言。已存在的通用语例如法语在大规模的贸易和政治事务中被用来促进沟通，而皮钦语和克里奥尔语则是在殖民环境下因殖民者与土著民族之间有交流需求而应运而生。已存在的通用语通常是广泛传播且高度发展的，有大量母语使用者；而皮钦语和克里奥尔语则是简化的沟通语言，包含松散的结构、较少的语法规则，且没有或只有较少母语使用者。克里奥尔语比皮钦语的发展程度更高，使用更复杂的结构、语法和词汇，其母语使用者也较多。
地方话是特定地理社区的母语，而通用语则在贸易、宗教、政治或学术等方面在其原社区范围之外使用。例如，英语在英国是一种地方话，但在菲律宾则与菲律宾语一起被用作一种通用语言。类似地，阿拉伯语、法语、汉语普通话、西班牙语、葡萄牙语、印度斯坦语和俄语在工业、教育等领域作用通用语，其使用范围跨越地区和国家的界限。
世界语和新共同语言等国际辅助语尚未在全球范围内广泛采用，因此目前不能被称为全球通用语。

## 通用语示例

### 西亞
青铜时代中期和後期，阿卡德语作为美索不达米亚地区一系列帝国（阿卡德帝国、古亚述帝国、古巴比伦帝国、中亚述帝国）的语言，成为了西亚大部分地区的通用语，直到青銅時期晩期文明崩潰。公元前1000年起，其地位开始衰落，最後被亚兰语取代。
亞蘭語（Aramaic，或譯為阿拉姆語）是西亞地區古早時期重要的通行語，大約在公元前1100年，由居住在今日敘利亞中部的亞蘭人使用。新亞述帝國國王提格拉特帕拉沙爾三世在公元前700年征服亞蘭城邦，亞蘭語就此變成帝國的通行語，逐漸取代阿卡德語（Akkadian）在西亞地區的地位。
亞蘭語也是波斯阿契美尼德帝國的官方語言，以及基督教教主耶穌傳道（希臘語：λόγος，logos；拉丁語：verbum；希伯來語：דָּבָר，dāḇār、מַאֲמָר，ma'ămār；亞蘭語：מימר 或 מימרא，memra）和福音（希臘語：εὐαγγέλιον，euaggelion；拉丁语：bona annuntiatio；希伯來語：בְּשׂורָה 或 בְּשֹׂרָה，bĕsorah；亞蘭語：בשורתא，basoratha）的語言。
公元前4世紀亞歷山大大帝的東征，古希臘語演變為通用希臘語，在接下來幾個世紀中，通用希臘語成為地中海地區和西亞地區的通用語。

### 東亞
古漢語為古代東亞地區的通行語，是許多中華文化重要傳統經典如《論語》和《道德經》的紀錄語言，孔子宣揚「仁」、「禮」（簡帛文字：小篆：）、「中庸」、「天命」，老子宣揚「道」、「虛」、「無為」、「自然」等思想。
據胡適考證，至中國漢代，先秦時代的書面語（即文言文）已開始脫離漢代的日常口語，書面語開始向模擬復古和白話口語兩個方向發展，分別成為文言文和白話文的源頭。晚清至民國初年，中華民國國語（現代標準漢語）在官方與民間的逐漸推行下，逐漸成為現代中國的通用語，由於儒家思想和中華朝貢體系的影響形成了漢字文化圈，中國、朝鮮、日本、越南、琉球的文人和官吏，於20世紀之前都能通曉以漢字書寫的文言文，故文言文使用在幾乎所有正式的文書上。这些国家的口头语言（口語）差异很大，互相不能理解，而书面的汉字却起着疏通意思的作用。然而，朝鮮及越南在20世纪後半叶逐渐废止了汉字，加上汉字文化圈曾共有的古典文言文教育，在进入近現代後重要性大幅下降。現今，文言文已经失去了东亚通用语的地位。

### 南亚
梵語（Sanskrit）是在古代流行於南亞地區的重要通行語，也是印度教和佛教的宗教語言（上座部佛教的宗教語言是巴利語，佛教在中亞的宗教語言是健馱邏語，兩者都是和梵語相近的印度俗語。印度大乘佛教和說一切有部的宗教語言則是梵語。）。近兩千年來，梵語及古印度俗語憑借宗教傳播和文學創作深刻影響南亞和東南亞，形成印度文化圈。
佛教教主釋迦牟尼和耆那教教主筏馱摩那，傳法（古印度俗語/婆羅米體：𑀥𑀁𑀫，dhaṃma、佉盧體：𐨢𐨿𐨪𐨨，dhrama；巴利語/僧伽羅體：ධම්ම、ධම‍්ම，dhamma；梵語/悉曇體：𑖠𑖨𑖿𑖦、蘭札體：、天城體：धर्म，dharma）和教導涅槃（古印度俗語/婆羅米體：𑀦𑀺𑀯𑀡、佉盧體：𐨣𐨁𐨬𐨞，nivaṇa；馬哈拉施特拉俗語/婆羅米體：𑀡𑀺𑀯𑁆𑀯𑀸𑀡，ṇivvāṇa；巴利語/僧伽羅體：නිබ්බාන、නිබ‍්බාන，nibbāna；梵語/悉曇體：𑖡𑖰𑖨𑖿𑖪𑖯𑖜、天城體：निर्वाण，nirvāṇa）解脫之道所用的語言，是一種和吠陀梵語（雅語）相近在摩揭陀國流通的俗語，稱為摩揭陀俗語（Magadhi Prakrit）。
在近现代，印度斯坦语（印地语-乌尔都语）是巴基斯坦和北印度的通用语。印度的许多邦都接受了三语教学，在使用印地语的邦为：
1. 印地语（梵语作为综合课程的一部分）；
2. 任意一种现代印度语言；
3. 英语或其他现代欧洲语言。

在不使用印地语的邦，顺序则为：
1. 地区语言；
2. 印地语；
3. 除了(1)和(2)以外的任意一种现代印度语言；
4. 英语或其他现代欧洲语言[18]。

此外，印地语也成为了东北部阿鲁纳恰尔邦的通用语。据估计该邦90%的人口会说印地语。

### 穆斯林世界
貝都因人的民族語言阿拉伯語（Arabic），同時也是伊斯蘭教教主穆罕默德藉以傳誦古蘭經話語（阿拉伯語：كلمة，kalima、كَلَام，kalām）和真理（阿拉伯語：حقّ，ḥaqq）的宗教語言。在公元700年，由於伊斯蘭教的傳播，穆斯林政權及王朝在各地得以建立。令阿拉伯語不僅通行在西亞、北非、南亞、南洋群島的穆斯林居住區，在非穆斯林地區但穆斯林商人活躍的地方如宋元時期中國沿岸的港口也成為通行語。

多数人以英语为母语的地区
英语是官方语言但大多数人不以英语为母语的地区

### 欧洲
在歐洲語言中，通用希臘語（Koine Greek）和拉丁語（Latin）是古代重要的通行語。隨公元前4世紀亞歷山大大帝的東征，古希臘語演變為通用希臘語，在接下來幾個世紀中，都是地中海地區和西亞地區的通用語。
羅馬帝國興起，令拉丁語成為帝國的官方語言，促進拉丁語的擴散，通用希臘語仍保有第二語言的地位。羅馬帝國滅亡後，拉丁語在中世紀歐洲成為用於外交、學術的語言和基督教的宗教語言（天主教會用教會拉丁語作為宗教語言，東正教會用通用希臘語和古教會斯拉夫語，一些古老的地域性教會仍保留該地區的古代語言作為宗教語言，例如古喬治亞語、古典亞美尼亞語、吉茲語、科普特語、敘利亞語、近代英語。另外也有許多教會直接採用當地現在的地方話作為宗教語言）。
11-19世纪末在地中海地区，特别是中东和北非，使用一種由罗曼语词汇和简单语法构成的混雜语言，稱為地中海通用語，該語言的主要成份源自北義大利的威尼斯語和熱內亞語，其次為加泰隆尼亞語和法國南部的奧克語，後來又加入許多西班牙語和葡萄牙語的特色，並借用柏柏爾語、土耳其語、法語、希臘語、阿拉伯語的要素。
欧盟内部，英语作为官方语言的使用，使得一些研究者调查是否已形成了一种新的英语方言歐陸英語。
随着英国成为一个殖民大国，英语作为通用语在大英帝国的殖民地使用。在後殖民时代，一些新形成的独立国家选择继续使用英语作为官方语言。

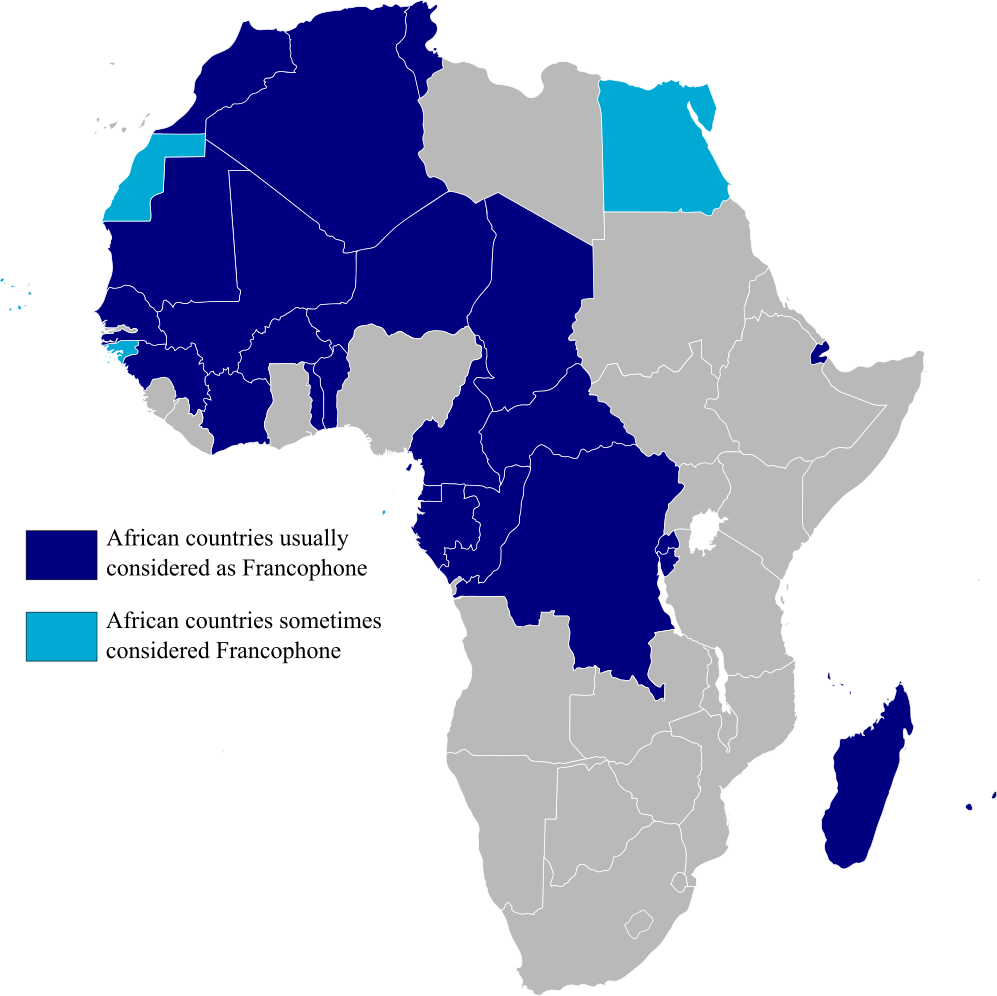
非洲法语国家

作为法国和比利时殖民史的遗存，法语在大多数西非和中非国家仍是通用语和官方语言。这些国家是法语国家及地区国际组织的成员。
俄语在今天仍在中亚和高加索（俄罗斯帝国和苏联曾覆盖的地区）被使用，在中欧和东欧的部分地区也有很多人能听懂俄语。俄语仍然是獨立國家聯合體的官方语言，也是联合国六大工作语言之一。

### 中亚和伊朗
薩曼尼德帝國（Samanid Empire）是伊朗人中興時期中的一部分，在這段期間裡波斯化的文化和身份被創造，伊朗的語言和傳統進入伊斯蘭世界之中，更導致突厥-波斯文化的形成。
波斯的復興在伊斯蘭世界內產生新的整體文化取向。後來在穆斯林社會中出現的大多數較高級的本地文化語言，全部或部分依靠波斯語作為其主要的文學靈感來源。公元19世紀以前的波斯化的社會的例子有塞爾柱王朝（Seljuq），帖木兒帝國 （Timurid），蒙兀兒帝國（Mughal）和鄂圖曼帝國（Ottoman）。

### 美洲
前哥倫布時期馬雅文明的馬雅祭司或書吏會以古典馬雅語寫下馬雅抄本，通常認為古典馬雅語是古奇奧蒂語（Chʼortiʼ）的書面語。推測菁英階層是以奇奧蒂語的古形──奇歐蘭語（Chʼolan）作为全馬雅地區的通用語。不過這些文本也有來自猶加敦馬雅語的影響，因此可能是以這兩種語言為基礎形成的通用語。古典期是馬雅文明的全盛期（約3世紀－9世紀），文字使用、設立紀念碑、營造建築及藝術創造均在這時期達於極盛。
古典納瓦特爾語在公元七世紀到十六世紀晚期是美索亞美利加（墨西哥中部到哥斯大黎加西北部的地區）大部份地區的通用語。自此之後納瓦特爾語的重要性及影響力因為西班牙征服阿茲特克帝國而中斷。
庫斯科的印加帝國皇帝將克丘亞語作為官方語言，克丘亞語也隨著印加帝國在第十四世紀的擴張而成了秘魯地區的通用語。到了十六世紀西班牙征服者的時代，克丘亞語已經擴及南美洲的許多地方。由於天主教教會選擇克丘亞語作為向安地斯山脈地區的美洲原住民傳教的語言，克丘亞語的使用地區超出了原本印加帝國的範圍。
身為前西班牙殖民帝國的一部分，許多拉丁美洲國家獨立後以西班牙語作官方語言。西班牙語成為通行許多拉丁美洲國家的通用語。

### 非洲
非洲歷史上由於貿易往來的需要，有些語言在局部地區發展為通行語。例如：柏柏爾語（北非和西非）、迪尤拉語（西非的西部）、富拉語（西非）、豪薩語（西非）、桑海語（尼日河）、林格拉語（剛果）、史瓦希利語（東南非）、阿姆哈拉語（衣索比亞）、索馬利語（非洲之角），以及阿拉伯語（北非和非洲之角）。
史瓦希利語為非洲东海岸一些使用班图语的部落之间的通用语，该语言受到阿拉伯语很大的影响。史瓦希利語的文字最早出现在1711年。19世纪早期，史瓦希利語作为通用语的使用随着阿拉伯人象牙和奴隶贸易而向内陆转移，後来在欧洲殖民时代也被欧洲人接纳。德国殖民者在德属东非使用该语言作为行政语言，这影响了坦桑尼亚独立後对国家官方语言的选择。
在殖民時代和後殖民時代，英語、法語、葡萄牙語及這些語言的克里奧爾語，成為許多非洲國家的官方語言或通行語。

## 延伸閱讀
- Heine, Bernd (1970). Status and Use of African Lingua Francas. ISBN 3-8039-0033-6
- Kahane, Henry Romanos (1958). The Lingua Franca in the Levant.
- R. A. Hall, Jr. (1966). Pidgin and Creole Languages, Cornell University Press. ISBN 0-8014-0173-9.
- MELATTI, Julio Cezar (1983). Índios do Brasil. São Paulo:Hucitec Press, 48th edition

## 外部連結
- English - the universal language on the Internet?（页面存档备份，存于）
- Lingua franca del Mediterraneo o Sabir of professor Francesco Bruni (in Italian).
- Sample texts from Juan del Encina, Le Bourgeois Gentilhomme, Carlo Goldoni's L'Impresario da Smyrna, Diego de Haedo and other sources.
- An introduction to the original Mediterranean Lingua Franca.

1. ↑  . www.zgbk.com. 2022-12-23. （原始内容存档于2024-03-08）.
2. ↑  Sue Wright. .   [2023-05-15]. （原始内容存档于2023-05-18）. French has been both an international elite language and the language of a large empire and provides an illustration of many of the points made about lingua francas. Its rise and fall show the complex relationship that lingua francas have to power. Interestingly, its spread as the major European lingua franca in the seventeenth and eighteenth centuries predates its adoption as the national language of all those on French territory.
3. ↑  "vehicular, adj." OED Online. Oxford University Press, July 2018. Web. 1 November 2018.
4. ↑   (PDF).   [2020-07-13]. ISBN 9789279189876. （原始内容存档 (PDF)于2020-02-27）.
5. ↑  Intro Sociolinguistics （页面存档备份，存于） – Pidgin and Creole Languages: Origins and Relationships – Notes for LG102, – University of Essex, Prof. Peter L. Patrick – Week 11, Autumn term.
6. ↑  Romaine, Suzanne. . Longman. 1988.
7. ↑  . 3 April 2015  [29 April 2019]. （原始内容存档于2020-08-21）.
8. ↑  . Teacher Finder.   [29 April 2019]. （原始内容存档于2020-08-21）.
9. ↑  Directorate-General for Translation, European Commission.  (PDF). Europa (web portal). 2011  [2020-07-13]. （原始内容 (PDF)存档于2012-11-15）.
10. ↑  Bae, Chul-hyun. . Journal of Universal Language. 2004-03-31, 5 (1): 1–20  [2020-07-13]. ISSN 1598-6381. doi:10.22425/jul.2004.5.1.1. （原始内容存档于2018-12-21） （英语）.
11. ↑  Ostler, 2005 pp. 38–40
12. ↑  Ostler, 2010 pp. 163–167
13. 1 2 3 4 5 6 7  Howard, Michael C. . McFarland. 2014-01-10: 21  [2020-03-01]. ISBN 978-0-7864-9033-2. （原始内容存档于2021-04-12） （英语）.
14. 1 2 3  Andriotis, Nikolaos P. History of the Greek language
15. ↑  胡适. . 百花文艺出版社. 2002. ISBN 7530632493.
16. ↑  Mohammad Tahsin Siddiqi, , University of Wisconsin, 1994, ... Hindustani is the lingua franca of both India and Pakistan ...
17. ↑  Pulsipher, Lydia Mihelic; Pulsipher, Alex; Hapke, Holly M. . Macmillan. 2005-01-05  [2020-12-30]. ISBN 978-0-7167-1904-5. （原始内容存档于2020-08-24） （英语）. ... By the time of British colonialism, Hindustani was the lingua franca of all of northern India and what is today Pakistan ...
18. ↑  . Government of India Ministry of Human Resource Development Department of Education.   [16 May 2016]. （原始内容存档于2012-02-22）.
19. ↑  Chandra, Abhimanyu. . Scroll.in.   [2020-12-30]. （原始内容存档于2016-12-11） （美国英语）.
20. ↑  .   [2020-07-13]. （原始内容存档于2020-08-03）.
21. ↑  Roychowdhury, Adrija (27 February 2018). "How Hindi Became Arunachal Pradesh's Lingua Franca." （页面存档备份，存于） The Indian Express. Retrieved 12 March 2019.
22. ↑  Mollin, Sandra. . Tübingen: Narr. 2005. ISBN 382336250X.
23. ↑  . United Nations.   [25 January 2008]. （原始内容存档于2007-10-12）.
24. ↑  Canfield L., Robert. . Cambridge University Press. 2002: 12. ISBN 9780521522915.
25. ↑  Hodgson, Marshall G. S. .  2. Chicago, USA. 1974: 293.
26. ↑  Hodgson says, "It could even be said that Islamicate civilization, historically, is divisible in the more central areas into an earlier 'caliphal' and a later 'Persianate' phase; with variants in the outlying regions—Maghrib, Sudanic lands, Southern Seas, India,... (p. 294)"
27. ↑  Houston, Stephen; Robertson, John; Stuart, David. . Current Anthropology. 2000-06, 41 (3): 321–356  [2020-12-29]. ISSN 0011-3204. doi:10.1086/300142. （原始内容存档于2021-04-12） （英语）.
28. ↑  Kettunen & Helmke 2014，第13頁.
29. ↑  Kerry M. Hull. . 2019  [2020-03-02]. （原始内容存档于2021-04-12）.
30. ↑  Houston, S, J Robertson, and D Stuart. "The language of Classic Maya inscriptions." Current Anthropology 41.3 (2000): 321-356. Print.
31. ↑  Rupley, Lawrence; Bangali, Lamissa; Diamitani, Boureima (2013). Historical Dictionary of Burkina Faso. Rowman & Littlefield. p. 123
32. ↑  . University of Cambridge.   [2021-04-02]. （原始内容存档于2021-02-08）.
33. ↑  .   [2023-08-25]. （原始内容存档于2023-08-25）.
34. ↑  Bokamba, Eyamba G. . McLaughlin, Fiona  (编). . London, New York: Continuum. 2009: 50–70  [21 July 2011]. ISBN 978-1-84706-116-4. （原始内容存档于2021-04-12）.
35. ↑  Nurse & Thomas Spear (1985) The Swahili
36. ↑  Meyer, Ronny. . Lissan: Journal of African Languages and Linguistics. 2006, 20 (1/2): 117–131  [2021-04-02]. （原始内容存档于2021-04-24） –Academia.edu （英语）.
37. ↑  Irving Kaplan. . 1977: 72  [2022-09-12]. （原始内容存档于2022-10-14）.
38. ↑  . Nations Online Project.   [2021-04-02]. （原始内容存档于2021-05-13）.
39. 1 2  . Encyclopædia Britannica. 27 August 2014  [29 April 2019]. （原始内容存档于2019-07-23）.
40. ↑  E. A. Alpers, Ivory and Slaves in East Central Africa, London, 1975.., pp. 98–99 ; T. Vernet, "Les cités-Etats swahili et la puissance omanaise (1650–1720), Journal des Africanistes, 72(2), 2002, pp. 102–105.